# 元昶
元昶（？—535年），河南郡洛阳县（今河南省洛阳市东）人，魏献文帝拓跋弘之孙，骠骑大将军、太保、领太尉、咸阳王元禧第八子，北魏宗室、官员。

## 生平
元昶在父亲元禧死后被断绝宗室属籍，元昶和兄弟们穷困，时常缺少衣服和食物，叔叔彭城王元勰收养了他们，也只有元勰一年之中再三接济供给他们。元昶后以通直散骑常侍、琅邪县开国公为起家官，食邑五百户。永安三年十月癸卯朔（530年11月6日），元昶被特封为太原王。后屡次升任鸿胪卿，永熙三年秋七月辛巳朔（534年7月26日），镇东将军、前任大鸿胪卿、太原王元昶超拜车骑大将军、仪同三司。天平二年（535年），元昶去世，朝廷赠予太尉公。

## 家庭

### 兄弟姐妹
- 元通
- 元翼，南梁信武将军、青冀二州刺史、咸阳王
- 元显和
- 元树，南梁使持节、镇北将军、都督北讨诸军事、邺王
- 元昌，南梁直阁将军、荆湘二州刺史
- 元晔，南梁散骑常侍、桑乾王
- 元坦，北齐特进、开府仪同三司、新丰县公
- 元仲英，乐安公主，嫁东魏散骑常侍、柔然大中正闾伯昇
- 上庸公主，嫁东魏骠骑大将军、中书监、东郡文宣公陆子彰

### 儿子
- 元善慧，承袭为太原王，北齐接受禅让后，爵位依例降低[11]